# Ziemia Piotrkowska
Ziemia Piotrkowska – tygodnik powiatu piotrkowskiego. Ukazuje się w dwóch miastach: w Piotrkowie Trybunalskim oraz Sulejowie, a także na terenie dziesięciu gmin: Aleksandrów, Czarnocin, Gorzkowice, Grabica, Moszczenica, Łęki Szlacheckie, Ręczno, Rozprza, Wola Krzysztoporska oraz Wolbórz. Gazeta dociera do 180 tys. mieszkańców grodzkiego i ziemskiego powiatu piotrkowskiego.